# Лисяк Павло
Павло Лисяк (10 березня 1887, Угнів — 8 серпня 1948, Ганновер) — діяч українського національного руху, адвокат і публіцист, посол від УНДО до Сейму Другої Польської Республіки (1938—1939), редактор газети «Український Прапор» (1919—1921). За іншими даними Павло Лисяк народився у с.Лука біля Самбора, а помер  у 1948 р. у м. Госляр (Німеччина) на 61 році життя (див. Хмельовський П. Громадсько-політична діяльність Павла Лисяка в контексті суспільних процесів у Західній Україні в першій половині XX ст. / П. Хмельовський // Галичина. - 2013. - Ч. 22-23. - С. 411-415. - Режим доступу: http://nbuv.gov.ua/UJRN/Nikp_2013_22-23_51.

## Життєпис
Народився 1887 році в м. Угнові Равського повіту.
З 1 вересня 1940 року входить до складу Краківського Українського допомогового комітету, головував Володимир Загайкевич; до складу також увійшли — організаційний референт та заступник голови інженер Юрій Дачишин, референтка суспільної опіки пані Тамара Панченко, фінансовий референт — маґістр Володимир Ліськевич, культурно-освітній референт магістр Остап Улицький.

### Сім'я
- Дружина — педагог та громадсько-політична діячка Мілена Рудницька.
- Син — Іван Лисяк-Рудницький, історик, публіцист, педагог.